# Gareth Barry
Pour les articles homonymes, voir Barry.
Gareth Barry, né le 23 février 1981, est un footballeur international anglais qui évolue au poste de milieu de terrain entre 1998 et 2020.
Il détient le record du nombre de matchs joués en Premier League (653).

## Biographie

### Aston Villa
Gareth Barry est né à Hastings, il rejoint le club de Brighton and Hove Albion en 1996, mais il ne reste qu'une saison et signe l'année suivante à Aston Villa, Barry joue son premier match pour Villa le 2 mai 1998 à seulement 17 ans contre Sheffield Wednesday. Au début, Gareth Barry évolue comme défenseur central, mais il doit faire face à la rude concurrence de Gareth Southgate et de Ugo Ehiogu. Étant très polyvalent Barry, est testé comme milieu gauche et puis comme milieu récupérateur, poste où il joue le plus souvent aujourd'hui, il deviendra le capitaine des Villans et une des idoles du public de Villa Park. Lors du match de championnat contre Bolton Wanderers le 28 octobre 2007, Barry devient le plus jeune joueur à totaliser 300 matchs en Premier League (à 26 ans et 247 jours), battant l'ancien détenteur du record Frank Lampard. Barry a joué 441 matchs pour Aston Villa et a marqué 52 buts.

### Manchester City
En juin 2009, il s'engage avec le club de Manchester City où il s'impose comme un titulaire indiscutable dès sa première saison aux côtés de Nigel de Jong. Il inscrit son premier but sous ses nouvelles couleurs face à Manchester United (match perdu 4-3).

### Everton
Gareth Barry est prêté pour la saison 2013-2014 à Everton. Il prend part à trente-sept matchs toutes compétitions confondues (trois buts).
Libre de tout contrat, il signe un contrat de trois ans avec les Toffees le 8 juillet 2014.
Le 17 septembre 2016, il devient le troisième joueur à atteindre les 600 matchs de Premier League, après Ryan Giggs et Frank Lampard.

### West Bromwich Albion
Le 15 août 2017, Gareth Barry s'engage pour un an avec West Bromwich Albion.
Le 25 septembre 2017, il dispute son 633e match de Premier League et devient le recordman du nombre de matchs joués dans l'élite anglaise, dépassant ainsi le record précédemment détenu par Ryan Giggs. Le 17 décembre suivant, il inscrit son premier but avec les Baggies lors d'un match de championnat face à Manchester United (défaite 1-2).
Après avoir joué vingt-neuf matchs toutes compétitions confondues depuis le début de la saison, Barry est opéré d'un genou fin février 2018, ce qui met un terme à sa saison 2017-2018.
Le 25 juin 2018, les médias annoncent que Barry prolonge son contrat d'un an avec West Bromwich en activant l'option d'une année supplémentaire attachée à son contrat signé la saison précédente. En fin de contrat en juin 2019, le milieu de terrain est laissé libre par West Bromwich Albion.
Le 4 novembre 2019, Barry signe un nouveau contrat de huit mois avec West Bromwich Albion.
En fin de contrat avec les Baggies et âgé de trente-neuf ans, Barry annonce qu'il met un terme à sa carrière sportive fin août 2020.

### Carrière internationale
Ancien capitaine de l'équipe d'Angleterre des moins de dix-huit ans, il a également joué vingt-sept matchs pour l'équipe espoirs, un record qu'il partage avec Jamie Carragher. Gareth Barry fait ses débuts pour l'équipe A lors d'un match contre Ukraine le 31 mai 2000, à seulement dix-neuf ans. Il est ensuite sélectionné par Kevin Keegan pour disputer l'Euro 2000. Il assiste comme simple spectateur à la déroute de son équipe lors du tournoi. Barry est appelé par Sven Göran Eriksson lors de ses premières années de sélectionneur puis ne porte plus le maillot de l'Angleterre entre 2003 et 2007. Il est de nouveau appelé par Steve McClaren pour jouer un match amical en février 2007 contre l'Espagne. Régulièrement sélectionné par McClaren durant l'année 2007, Barry devient un titulaire indiscutable sous l'ère Fabio Capello entre 2008 et 2011.
Le 16 mai 2012, il est convoqué par le sélectionneur anglais Roy Hodgson dans la liste des vingt-trois joueurs pour l'Euro 2012. Il doit cependant renoncer à sa sélection à la suite d'une blessure lors de la victoire des Three Lions contre la Norvège en match de préparation.

## Statistiques
| Saison                | Club                  | Championnat           | Championnat | Championnat | Championnat | Coupe nationale | Coupe nationale | Coupe nationale | Coupe de la Ligue | Coupe de la Ligue | Coupe de la Ligue | Supercoupe | Supercoupe | Supercoupe | Compétition(s) continentale(s) | Compétition(s) continentale(s) | Compétition(s) continentale(s) | Compétition(s) continentale(s) | Angleterre | Angleterre | Angleterre | Total | Total | Total |
| Saison                | Club                  | Division              | M.          | B.          | P.d.        | M.              | B.              | P.d.            | M.                | B.                | P.d.              | M.         | B.         | P.d.       | Comp.                          | M.                             | B.                             | P.d.                           | M.         | B.         | P.d.       | M.    | B.    | P.d.  |
| 1997-1998             | Aston Villa           | Premier League        | 2           | 0           | 0           | 0               | 0               | 0               | 0                 | 0                 | 0                 | -          | -          | -          | -                              | -                              | -                              | -                              | -          | -          | -          | 2     | 0     | 0     |
| 1998-1999             | Aston Villa           | Premier League        | 32          | 2           | 1           | 2               | 0               | 0               | -                 | -                 | -                 | -          | -          | -          | C3                             | 3                              | 0                              | 0                              | -          | -          | -          | 37    | 2     | 1     |
| 1999-2000             | Aston Villa           | Premier League        | 30          | 1           | 1           | 6               | 0               | 0               | 8                 | 0                 | 0                 | -          | -          | -          | -                              | -                              | -                              | -                              | 2          | 0          | 0          | 46    | 1     | 1     |
| 2000-2001             | Aston Villa           | Premier League        | 30          | 0           | 0           | 3               | 0               | 1               | 1                 | 0                 | 0                 | -          | -          | -          | C4                             | 4                              | 1                              | 0                              | 4          | 0          | 0          | 42    | 1     | 1     |
| 2001-2002             | Aston Villa           | Premier League        | 20          | 0           | 3           | 1               | 0               | 0               | 0                 | 0                 | 0                 | -          | -          | -          | C3+C4                          | 1+6                            | 0                              | 0                              | -          | -          | -          | 28    | 0     | 3     |
| 2002-2003             | Aston Villa           | Premier League        | 35          | 3           | 4           | 1               | 0               | 0               | 4                 | 1                 | 0                 | -          | -          | -          | C4                             | 4                              | 0                              | 0                              | 2          | 0          | 0          | 46    | 4     | 4     |
| 2003-2004             | Aston Villa           | Premier League        | 36          | 3           | 8           | 1               | 1               | 0               | 6                 | 0                 | 0                 | -          | -          | -          | -                              | -                              | -                              | -                              | -          | -          | -          | 43    | 4     | 8     |
| 2004-2005             | Aston Villa           | Premier League        | 34          | 7           | 1           | 1               | 1               | 0               | 1                 | 0                 | 0                 | -          | -          | -          | -                              | -                              | -                              | -                              | -          | -          | -          | 36    | 8     | 1     |
| 2005-2006             | Aston Villa           | Premier League        | 36          | 3           | 2           | 3               | 1               | 0               | 3                 | 2                 | 0                 | -          | -          | -          | -                              | -                              | -                              | -                              | -          | -          | -          | 42    | 6     | 2     |
| 2006-2007             | Aston Villa           | Premier League        | 35          | 8           | 4           | 1               | 0               | 0               | 3                 | 1                 | 0                 | -          | -          | -          | -                              | -                              | -                              | -                              | 1          | 0          | 0          | 40    | 9     | 4     |
| 2007-2008             | Aston Villa           | Premier League        | 37          | 9           | 10          | 1               | 0               | 0               | 2                 | 0                 | 3                 | -          | -          | -          | -                              | -                              | -                              | -                              | 11         | 1          | 4          | 51    | 10    | 17    |
| 2008-2009             | Aston Villa           | Premier League        | 38          | 5           | 6           | 1               | 0               | 0               | 1                 | 0                 | 0                 | -          | -          | -          | C3+C4                          | 7+1                            | 3                              | 0                              | 10         | 1          | 0          | 58    | 9     | 6     |
| Sous-total            | Sous-total            | Sous-total            | 365         | 41          | 40          | 21              | 3               | 1               | 29                | 4                 | 3                 | -          | -          | -          | -                              | 26                             | 4                              | 0                              | 30         | 2          | 4          | 471   | 54    | 48    |
| 2009-2010             | Manchester City       | Premier League        | 34          | 2           | 7           | 3               | 0               | 0               | 6                 | 1                 | 0                 | -          | -          | -          | -                              | -                              | -                              | -                              | 9          | 0          | 1          | 52    | 3     | 8     |
| 2010-2011             | Manchester City       | Premier League        | 33          | 2           | 2           | 7               | 0               | 0               | 0                 | 0                 | 0                 | -          | -          | -          | C3                             | 7                              | 0                              | 0                              | 7          | 0          | 0          | 54    | 2     | 2     |
| 2011-2012             | Manchester City       | Premier League        | 34          | 1           | 3           | 0               | 0               | 0               | 2                 | 0                 | 0                 | 1          | 0          | 0          | C1+C3                          | 4+3                            | 0                              | 0                              | 7          | 1          | 1          | 51    | 2     | 4     |
| 2012-2013             | Manchester City       | Premier League        | 31          | 1           | 2           | 5               | 1               | 1               | 1                 | 0                 | 0                 | 0          | 0          | 0          | C1                             | 4                              | 0                              | 0                              | -          | -          | -          | 41    | 2     | 3     |
| Sous-total            | Sous-total            | Sous-total            | 132         | 6           | 14          | 15              | 1               | 1               | 9                 | 1                 | 0                 | 1          | 0          | 0          | -                              | 18                             | 0                              | 0                              | 23         | 1          | 2          | 198   | 9     | 17    |
| 2013-2014             | Everton FC (prêt)     | Premier League        | 32          | 3           | 4           | 4               | 0               | 0               | 1                 | 0                 | 0                 | -          | -          | -          | -                              | -                              | -                              | -                              | -          | -          | -          | 37    | 3     | 4     |
| 2014-2015             | Everton FC            | Premier League        | 33          | 0           | 2           | 2               | 0               | 0               | 0                 | 0                 | 0                 | -          | -          | -          | C3                             | 9                              | 0                              | 1                              | -          | -          | -          | 44    | 0     | 3     |
| 2015-2016             | Everton FC            | Premier League        | 33          | 0           | 1           | 2               | 0               | 1               | 4                 | 0                 | 1                 | -          | -          | -          | -                              | -                              | -                              | -                              | -          | -          | -          | 39    | 0     | 3     |
| 2016-2017             | Everton FC            | Premier League        | 33          | 2           | 1           | 1               | 0               | 0               | 0                 | 0                 | 0                 | -          | -          | -          | -                              | -                              | -                              | -                              | -          | -          | -          | 34    | 2     | 1     |
| 2017-2018             | Everton FC            | Premier League        | -           | -           | -           | -               | -               | -               | -                 | -                 | -                 | -          | -          | -          | C3                             | 1                              | 0                              | 0                              | -          | -          | -          | 1     | 0     | 0     |
| Sous-total            | Sous-total            | Sous-total            | 131         | 5           | 8           | 9               | 0               | 1               | 5                 | 0                 | 1                 | -          | -          | -          | -                              | 10                             | 0                              | 1                              | -          | -          | -          | 155   | 5     | 11    |
| 2017-2018             | West Bromwich Albion  | Premier League        | 25          | 1           | 1           | 3               | 0               | 0               | 1                 | 0                 | 0                 | -          | -          | -          | -                              | -                              | -                              | -                              | -          | -          | -          | 29    | 1     | 1     |
| 2018-2019             | West Bromwich Albion  | Championship          | 24          | 1           | 1           | -               | -               | -               | 2                 | 0                 | 0                 | -          | -          | -          | -                              | -                              | -                              | -                              | -          | -          | -          | 26    | 1     | 1     |
| 2019-2020             | West Bromwich Albion  | Championship          | 3           | 0           | 0           | 3               | 0               | 0               | -                 | -                 | -                 | -          | -          | -          | -                              | -                              | -                              | -                              | -          | -          | -          | 6     | 0     | 0     |
| Sous-total            | Sous-total            | Sous-total            | 52          | 2           | 2           | 6               | 0               | 0               | 3                 | 0                 | 0                 | -          | -          | -          | -                              | -                              | -                              | -                              | -          | -          | -          | 61    | 2     | 2     |
| Total sur la carrière | Total sur la carrière | Total sur la carrière | 680         | 54          | 64          | 51              | 4               | 3               | 46                | 5                 | 4                 | 1          | 0          | 0          | -                              | 54                             | 4                              | 1                              | 53         | 3          | 6          | 885   | 70    | 78    |

## Palmarès

### En club
- Manchester City
  - Champion d'Angleterre en 2012
  - Vainqueur de la Coupe d'Angleterre en 2011.